# Xã Hickory, Quận Butler, Kansas
Xã Hickory (tiếng Anh: Hickory Township) là một xã thuộc quận Butler, tiểu bang Kansas, Hoa Kỳ. Năm 2010, dân số của xã này là 74 người.